# Nizam al-Mulk
Pour l’article homonyme, voir Nizam.
Abû 'Alî al-Hasan al-Tûsî dit Nizam al-Mulk (persan نظام‌الملک (Nezâm-ol-Molk) : « ordre du royaume ») est un homme politique, vizir des sultans seldjoukides Alp Arslan et Malik Shah Ier. Il est né le 4 avril 1018 à Noqan près de Tus (Iran) et mort assassiné le 14 octobre 1092. Il descend d'une importante famille de propriétaires fonciers, fonctionnaires ayant servi sous les Ghaznévides.

## Biographie
Il commença sa carrière en tant que fonctionnaire des Ghaznévides, avant d'entrer en 1063 au service d'Alp Arslan lorsque celui-ci accéda au trône, et devint le tuteur de son fils Malik Chah Ier en 1072 après l'assassinat du premier et l'intronisation du second, alors âgé de 17 ans.
Il réorganise le sultanat après l'arrivée des Turcomans. Il paye les troupes en attribuant des revenus fiscaux. Il fonde et généralise la médersa afin d'allier les oulémas à la gestion de l'État. La madrasa se développe dans plusieurs villes en tant qu'institution et sert à la diffusion  du droit sunnite et des sciences telles que les mathématiques et l'astronomie. Cette tendance à diffuser une doctrine religieuse par des moyens intellectuels et éducatifs fut inspirée plus tôt par les missionnaires fatimides. La première fut la Nizamiya de Bagdad, dans laquelle enseigna le penseur musulman Al-Ghazâlî.

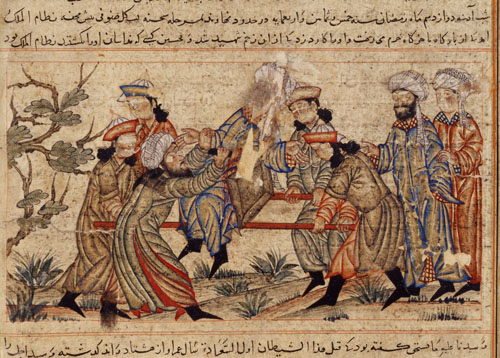
Assassinat de Nizam al-Mulk.

Tombé injustement en disgrâce, il est tué en 1092 : selon les auteurs, il est victime de la secte des Assassins, un ordre politico-religieux commandité par Hasan Sabbah, peut-être à l'instigation du sultan Malik Chah, assassiné trente cinq jours plus tard. Mais plus probablement il aurait été tué à l'instigation de Terken Khatoun, seconde épouse de Malik Shah qui régna en tant que régente au nom de son fils enfant Mahmoud et lui avait toujours manifesté beaucoup d'hostilité car il favorisait les prétentions à la succession de Barkyaruq, fils adolescent né d'une autre épouse de Malik Chah.
Il rédigea un important « traité de gouvernement », le Siyâsat Nâmeh (en) dédié à Malik Chah, dans lequel il expose sa pensée politique. Miroir des princes, l'ouvrage évoque de nombreux évènements historiques afin de montrer au dirigeant les conséquences positives de l’établissement de la justice, et celles négatives de la tyrannie. Ce traité fut rédigé en persan, et fut une des œuvres qui concrétisa la résurgence de la langue néo-persane.

## Dans la culture
Amin Maalouf évoque Nizam al-Mulk ainsi qu'Omar Khayyam et Hassan ibn al-Sabbah dans son roman Samarcande (1988). Il est aussi évoqué par Vladimir Bartol dans son livre Alamut (1938), ainsi que par Freidoune Sahebjam dans Le Vieux de la montagne (1995).
Dans le film américain Prince of Persia : Les Sables du Temps (2010) le personnage du vizir incarné par Ben Kingsley se nomme Nizam.
La deuxième partie du film documentaire De la Perse à l’Iran : 3000 ans de civilisations, réalisé par Richard Downes en 2020, souligne le rôle important joué par Nizam al-Mulk dans l'empire perse.